# Mascagnia riedeliana
Mascagnia riedeliana är en tvåhjärtbladig växtart som först beskrevs av Eduard August von Regel, och fick sitt nu gällande namn av W.R.Anderson. Mascagnia riedeliana ingår i släktet Mascagnia och familjen Malpighiaceae. Inga underarter finns listade i Catalogue of Life.